# John Byng
John Byng (bautizado el 29 de octubre de 1704-14 de marzo de 1757) fue un almirante de la Royal Navy británica. Byng es conocido por perder la isla de Menorca a manos de los franceses en 1756 al comienzo de la guerra de los siete años. Fue sentenciado a muerte y fusilado el 14 de marzo de 1757.

## Carrera
Después de alistarse en la marina a la edad de trece años, participó en la batalla de cabo Passaro en 1718. Durante los treinta años de servicios que le siguieron, construyó una reputación de sólido oficial naval y fue promovido a vicealmirante en 1747. Sin previo aviso y sin tiempo para preparar de su flota, fue enviado al Mediterráneo al inicio de la guerra de los siete años para fortalecer la guarnición británica en Menorca. A pesar de sus protestas y de recibir las órdenes con una demora de cinco días, obedeció y partió con 10 barcos el 8 de mayo de 1756, convencido de la debilidad su flota. Antes de llegar a su destino, 15.000 soldados franceses habían desembarcado en la costa occidental menorquina amenazando el castillo de San Felipe, en manos británicas. Cuando Byng llegó el 19 de mayo, trató de abrir una brecha que le permitiera desembarcar a sus tropas, pero antes de que pudiera conseguirlo fue localizado por la flota francesa, mejor preparada. La flota mandada por Byng sufrió graves daños. Después de pasar cuatro días tratando de contactar con el castillo, dados los daños de sus buques no le era posible mantenerse en la zona por más tiempo sin repararlos. Así puso rumbo al puerto británico más cercano, en Gibraltar, y reparó las naves además de reabastecerse de suministros y de tropas con la intención de regresar de inmediato a Menorca, pero poco antes de partir fue relevado del mando y enviado a Inglaterra. Allí se enfrentó a una corte marcial que lo encontró culpable de no haber realizado todo los posible para prevenir y evitar la caída de Menorca en manos de los franceses.

## Consejo de Guerra y ejecución

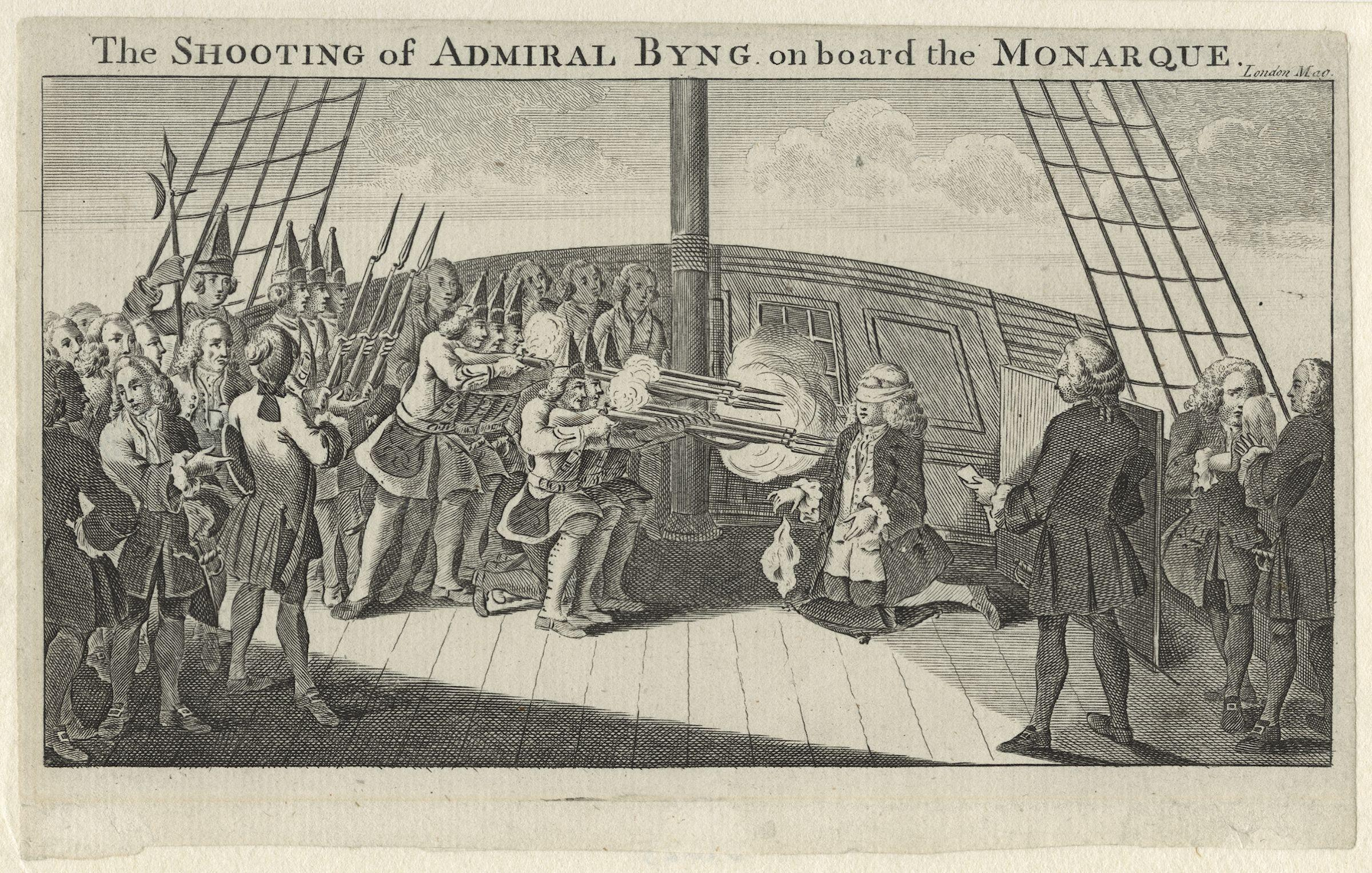
Fusilamiento del almirante Byng

Aunque el tribunal que lo juzgó había desestimado la acusación de cobardía personal, fue condenado por «no haber hecho todo lo posible contra el enemigo, sea esto en el campo de batalla o en la persecución», lo cual, tras una enmienda al código de justicia militar en 1745, que juzgaba a todos los rangos por igual, conllevaba automáticamente la pena de muerte. La sentencia, que dos de los miembros del tribunal se negaron a firmar, instaba al Almirantazgo británico a pedir el indulto al rey Jorge II, pero las disputas entre este y los sucesivos primeros ministros, Thomas Pelham-Holles y William Pitt, llevaron al monarca a desoír las peticiones de clemencia realizadas desde distintas instancias, incluyendo la de la opinión popular, que inicialmente había exigido responsabilidades. Según el historiador N. A. M Rodger, este incidente fue, en parte, el motivo de la disolución del gobierno de Pitt el mes siguiente.
Fue fusilado a bordo del HMS Monarch, atracado en Portsmouth, bajo mando del capitán John Montagu, más tarde gobernador de Newfoundland, pocas semanas antes de que la nave zarpara para participar en la batalla de Cartagena.
La ejecución fue motivo de la sátira de Voltaire quien, en su novela contemporánea Candide (1759), hace que el protagonista sea testigo de la ejecución de un oficial. Se le explica que «en este país, es considerado bueno matar a un almirante de vez en cuando para así animar a los demás» (Dans ce pays ci, c'est bon, de temps en temps, de tuer un amiral pour encourager les autres.). Por otra parte, el propio Voltaire envió una carta a Byng, en la que adjuntaba otra misiva del duque de Richelieu, vencedor de la batalla de Menorca, en la cual el mariscal, amigo de Voltaire, expresaba su admiración por Byng, carta que fue interceptada y hecha pública y se interpretó como traición.